# Epidapus
Epidapus is een muggengeslacht uit de familie van de rouwmuggen (Sciaridae).

## Soorten
- E. abieticola Frey, 1948
- E. absconditus (Vimmer, 1926)
- E. alnicola (Tuomikoski, 1957)
- E. anomalus Mohrig & Dimitrova, 1993
- E. antegracilis Mohrig & Dimitrova, 1993
- E. atomarius (De Geer, 1778)
- E. bipalpatus Mohrig, 1982
- E. bispinulosus Mohrig & Kauschke, 1994
- E. brachyflagellatus Mohrig & Röschmann, 1996
- E. canicattii Mohrig & Kauschke, 1994
- E. carpaticus (Mohrig & Mamaev, 1985)
- E. debilis Menzel, 2003
- E. detriticola (Kratochvil, 1936)
- E. echinatum Mohrig & Kozanek, 1992
- E. fagicola Hondru, 1968
- E. gracilis (Walker, 1848)
- E. gracillimus Mohrig, 1994
- E. ignavus (Lengersdorf, 1941)
- E. ignotus (Lengersdorf, 1942)
- E. johannseni Shaw, 1953

- E. lucifuga (Mohrig, 1970)
- E. macrohalteratus Mohrig & Menzel, 1992
- E. microthorax (Börner, 1903)
- E. montivivus (Mohrig, 1970)
- E. postdetriticola Mohrig & Röschmann, 1996
- E. primulus Rudzinski, 2000
- E. schillei (Börner, 1903)
- E. spinosulus Mohrig & Blasco-Zumeta, 1996
- E. subdetriticola Mohrig & Röschmann, 1996
- E. subgracilis Menzel & Mohrig, 2006
- E. subspinosulus Rudzinski & Baumjohann, 2009